# Gamepad

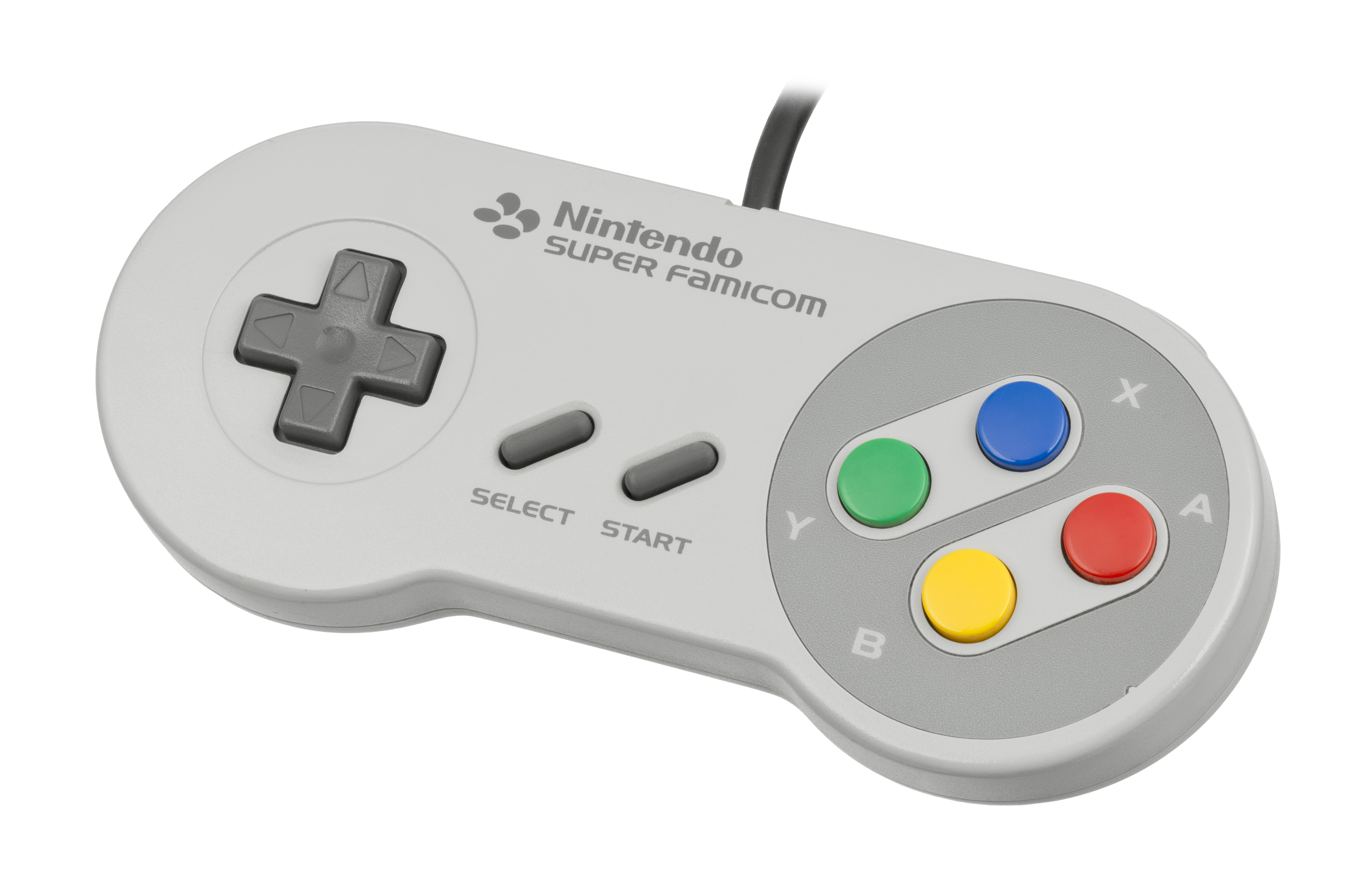
Um gamepad de SNES/Super Famicom, que popularizou o layout usado pela maioria dos gamepads modernos.

Um controle de videogame (também conhecido pelos anglicismos gamepad, joypad ou control pad) é um tipo de controlador de jogo para videogame segurado com as duas mãos, normalmente utilizando os dois polegares para acionar os botões.

## História

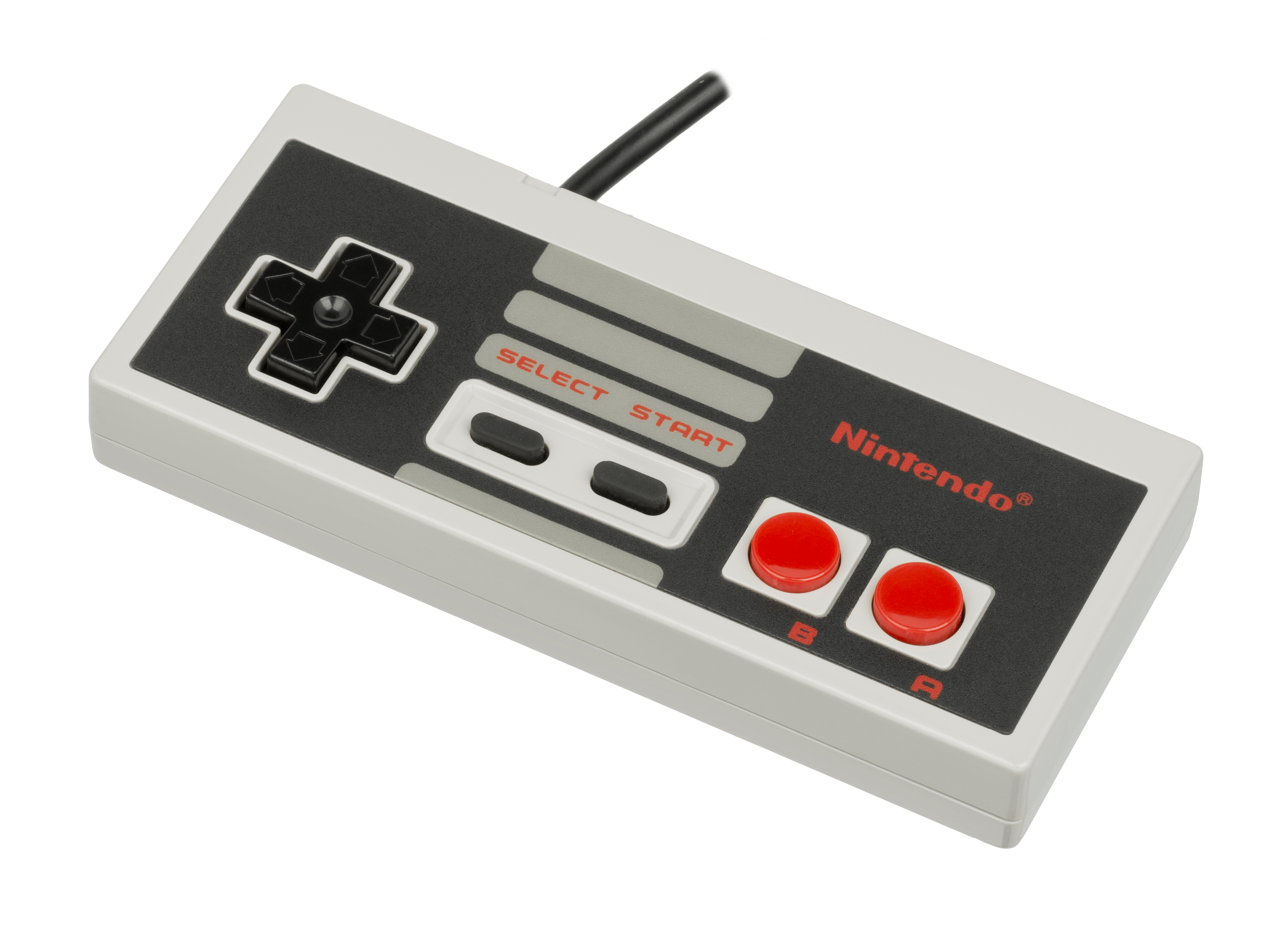
Gamepad do Nintendo Entertainment System lançado em 1983.

Durante a década de 1970 e início da 1980, o formato de controle mais utilizado para jogos era o joystick. Em 1983 a Nintendo desenvolveu o primeiro gamepad, com botões direcionais no lado esquerdo e botões de face no lado direito, o controle foi inspirado no portátil Donkey Kong da série Game & Watch lançado em 1982.
Em 1990 o controle do SNES foi o primeiro a vir com botões de ombro, em 1996 o controle do Nintendo 64 foi o primeiro a incorporar uma alavanca analógica. Em 1997 a Sony lançou o Dual Analog Controller, o primeiro a vir com dupla alavanca analógica. A Nintendo lançou o Rumble Pak, acessório encaixado ao controle que fazia a função de vibração, no final do mesmo ano a Sony lançou o controle DualShock que incorporava a função de vibração ao gamepad.
Em 1998 o controle do Dreamcast foi o primeiro a vir com gatilhos analogicos, em 2000 o DualShock 2 foi o primeiro a vir com botões com diferentes níveis de pressão, em 2006 o Sixaxis foi o primeiro a vir com giroscópio.

## Características

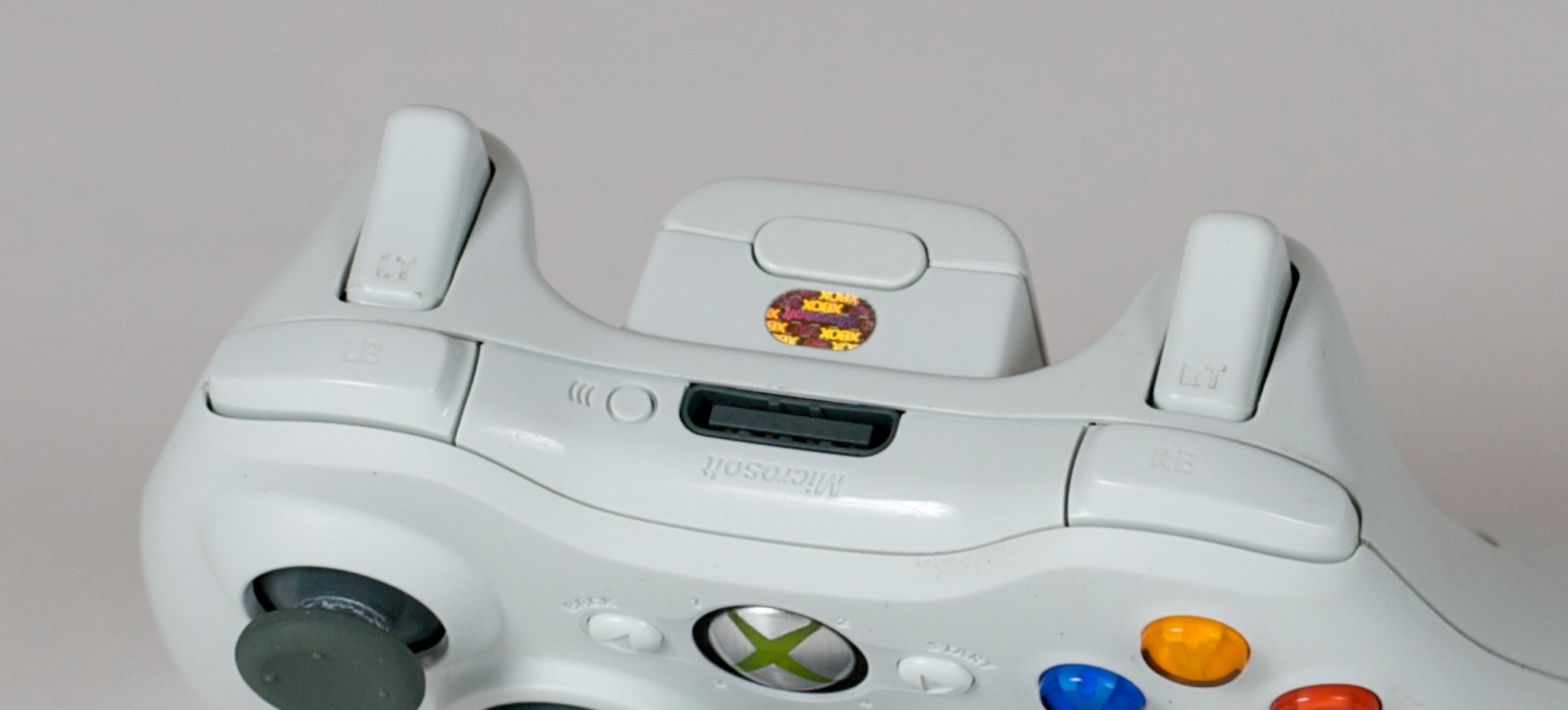
Botões de ombro e botões de gatilho em um gamepad de Xbox 360.

Tradicionalmente o gamepad possui do lado esquerdo botões direcionais (também conhecidos como d-pads) com quatro direções possíveis, e em gamepads mais modernos uma alavanca analógica que pode ou não substituí-lo nos jogos. O direcional analógico era comum nos consoles das primeiras gerações, mas foi substituído pelo direcional digital após o sucesso do Famicom, voltando a se tornar popular apenas com a chegada da geração dos consoles Nintendo 64, PlayStation e Sega Saturn e o advento dos jogos em três dimensões.
Do lado direito se localizam os botões de comando, dispostos em um formato de paralelogramo.
Com o passar do tempo e o aumento na complexidade dos jogos, tornou-se comum acrescentar ao gamepad padrão botões superiores (shoulder buttons), gatilhos (triggers), botões centrais como start e select e um motor interno para force feedback.
O gamepad é o periférico de entrada mais comum nos consoles de videojogos modernos, sendo fornecido com os aparelhos. Além dos consoles, está disponível também para PCs, apesar da maior popularidade da combinação de mouse e teclado entre os jogos para computador.

## Tecnologia Sem-fio
Recentemente, empresas começaram a desenvolver gamepads com tecnologia sem fio, como o Wifi e Bluetooth. Esse método tem a grande vantagem de não usar cabos que ligam o gamepad ao console, possibilitando um alcance maior e acessibilidade ao jogador, porém para seu uso é preciso utilizar pilhas ou baterias, e por sua vez controladores sem fio costumam ter um alto preço.
Em 1986, a produtora Camerica desenvolveu o periférico Freedom Connection, que permitiu aos controles do Nintendinho conectarem-se ao console sem fio, sendo assim a primeira vez que um videogame possuía uma conexão sem fio com seus controladores.
Exemplos de consoles que suportam controles sem fio:
- Xbox 360
- Xbox One
- Xbox Series X e Series S
- PlayStation 3
- PlayStation 4
- PlayStation 5
- Nintendo Wii
- Nintendo Switch

## Galeria

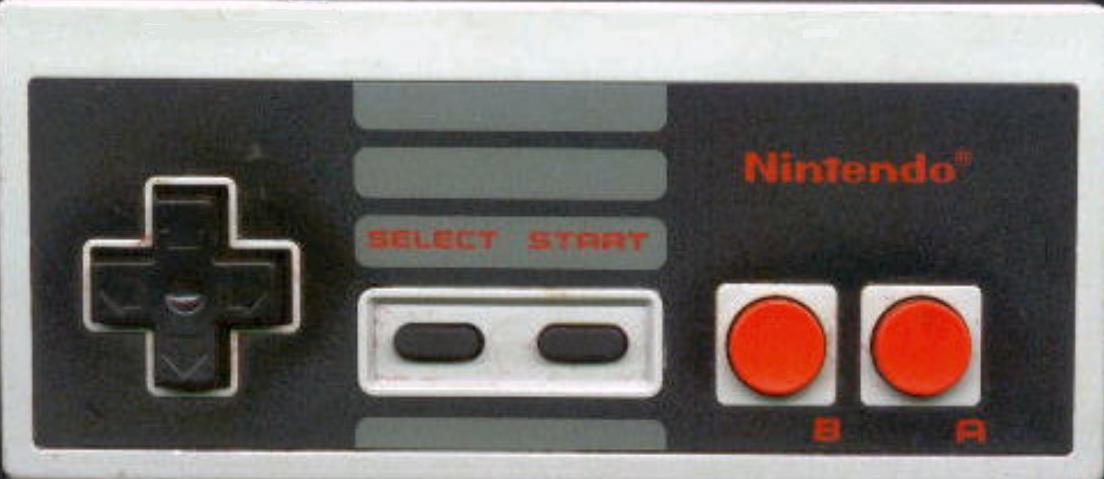
Gamepad do NES
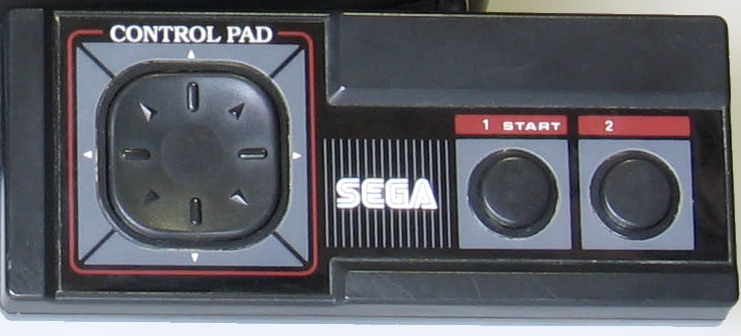
Gamepad do Master System
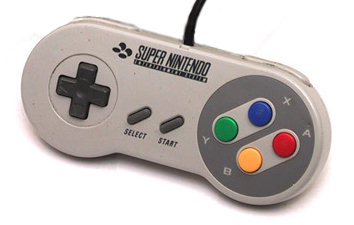
Gamepad do SNES
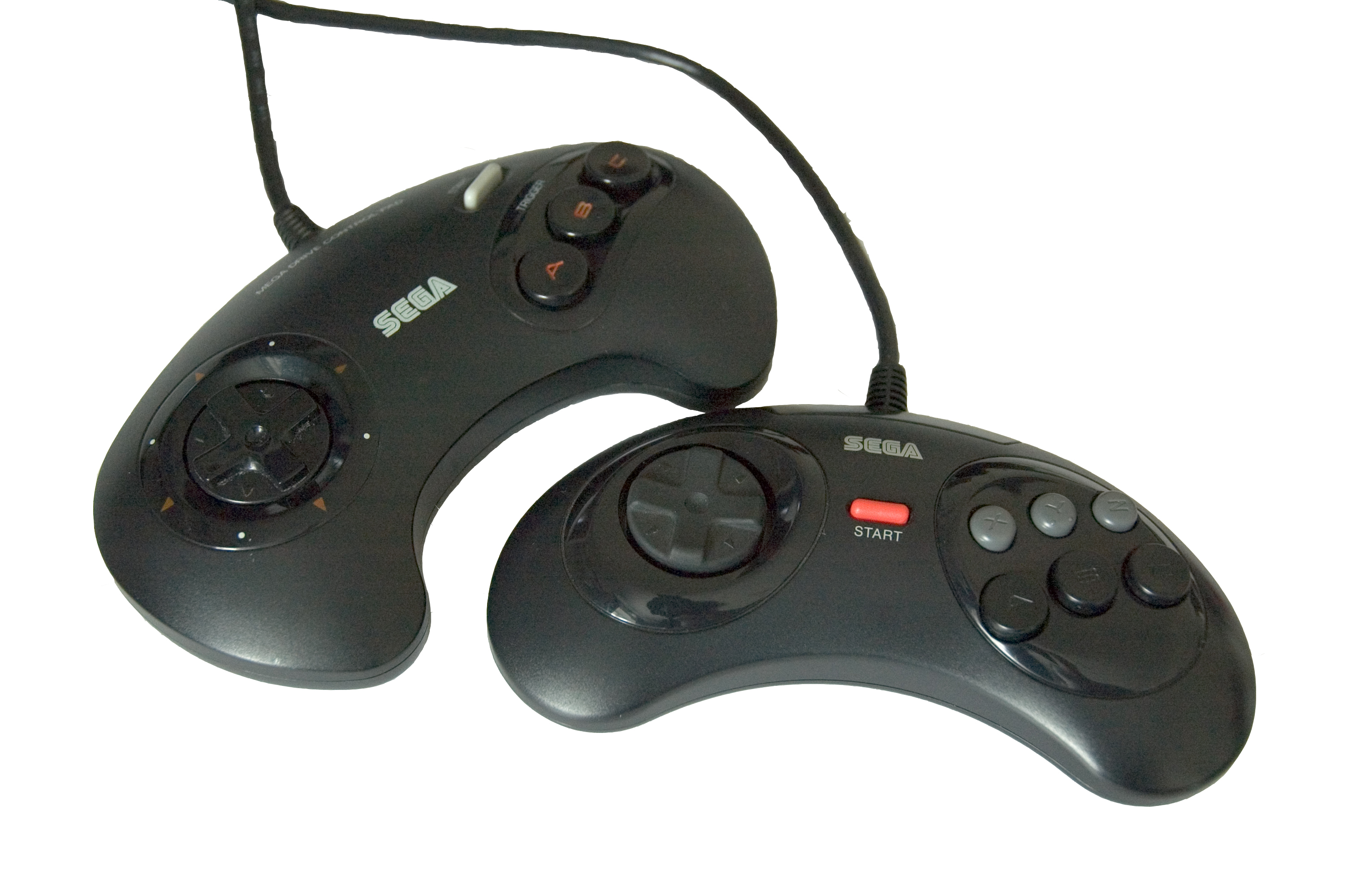
Gamepads do Mega Drive
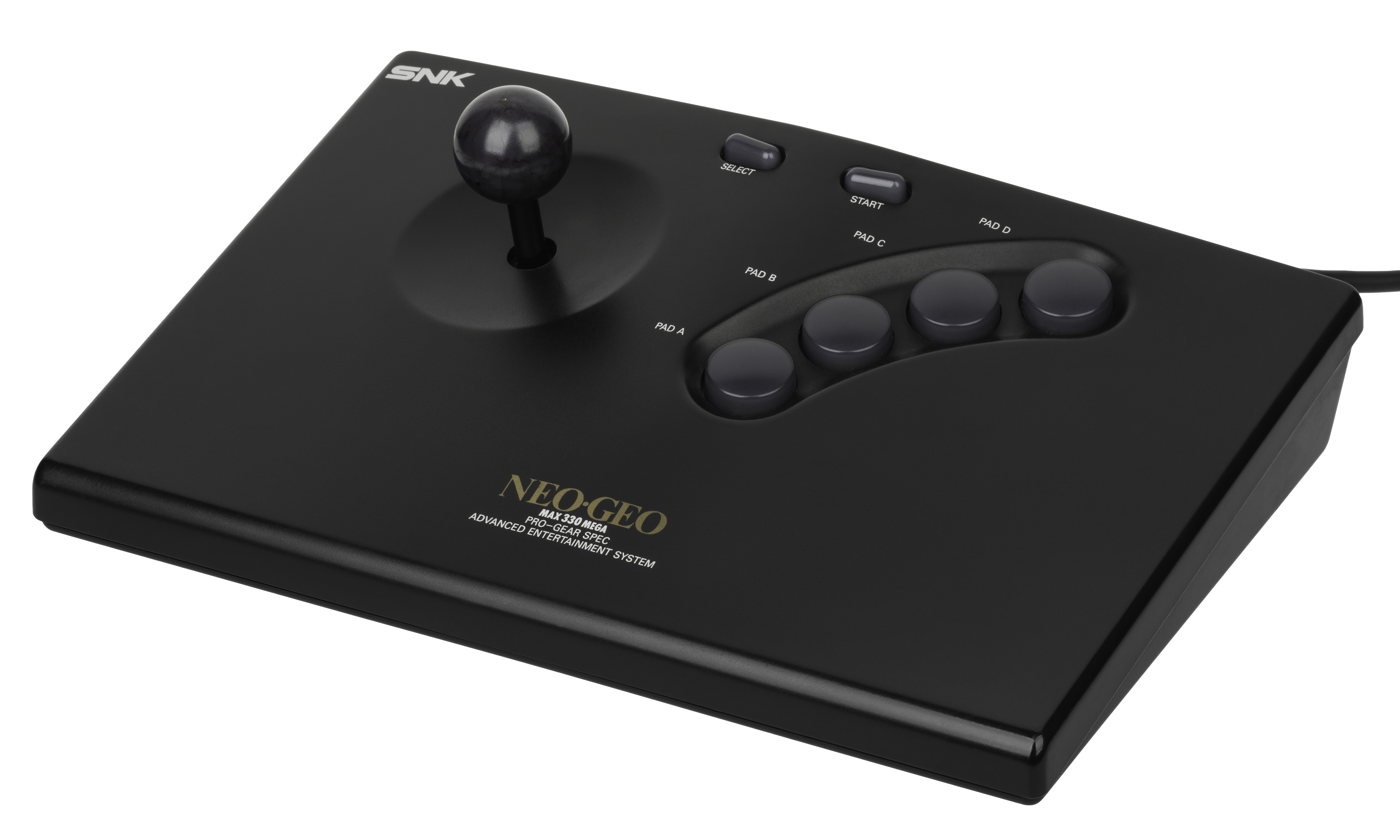
Gamepad do Neo-Geo
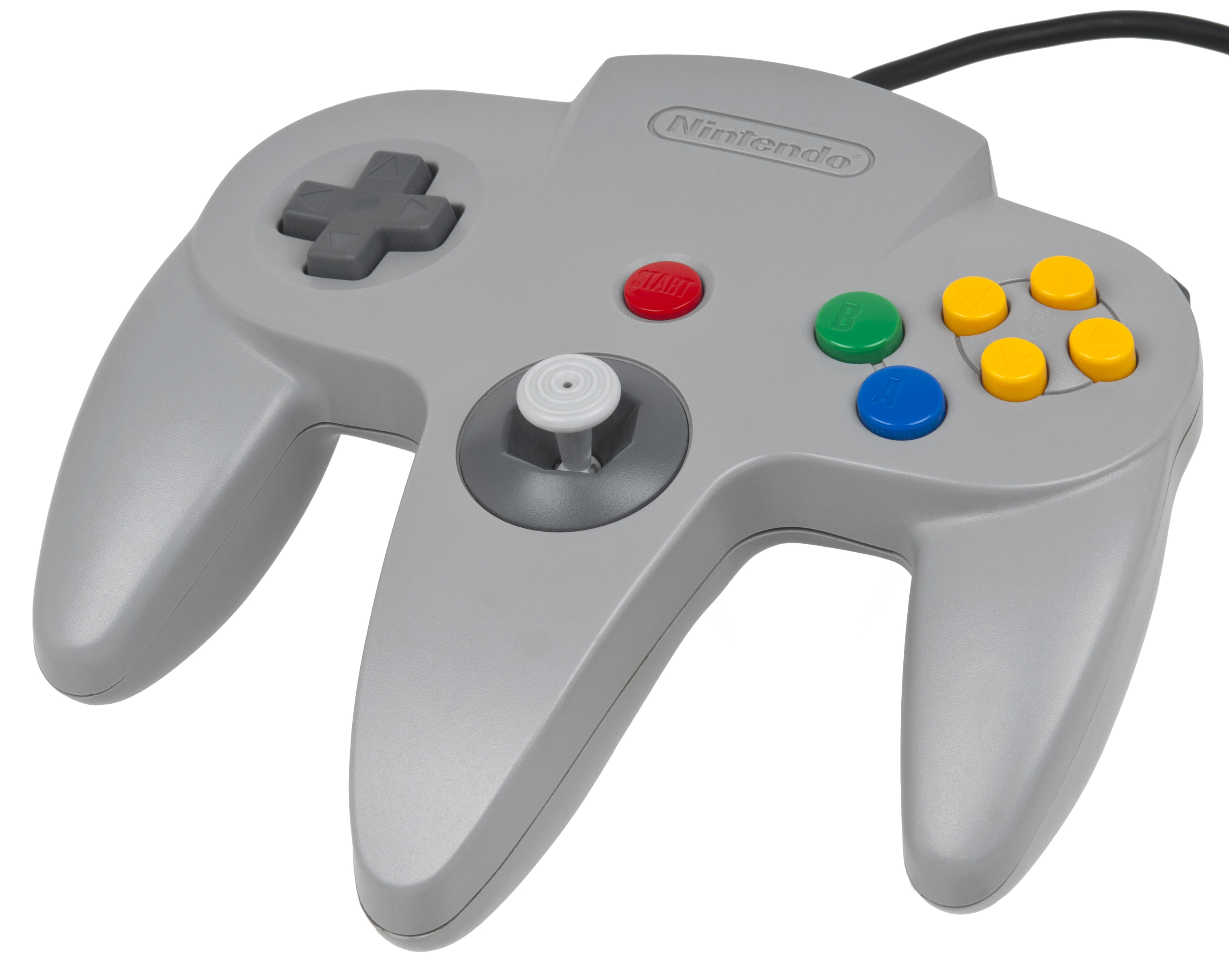
Gamepad do Nintendo 64
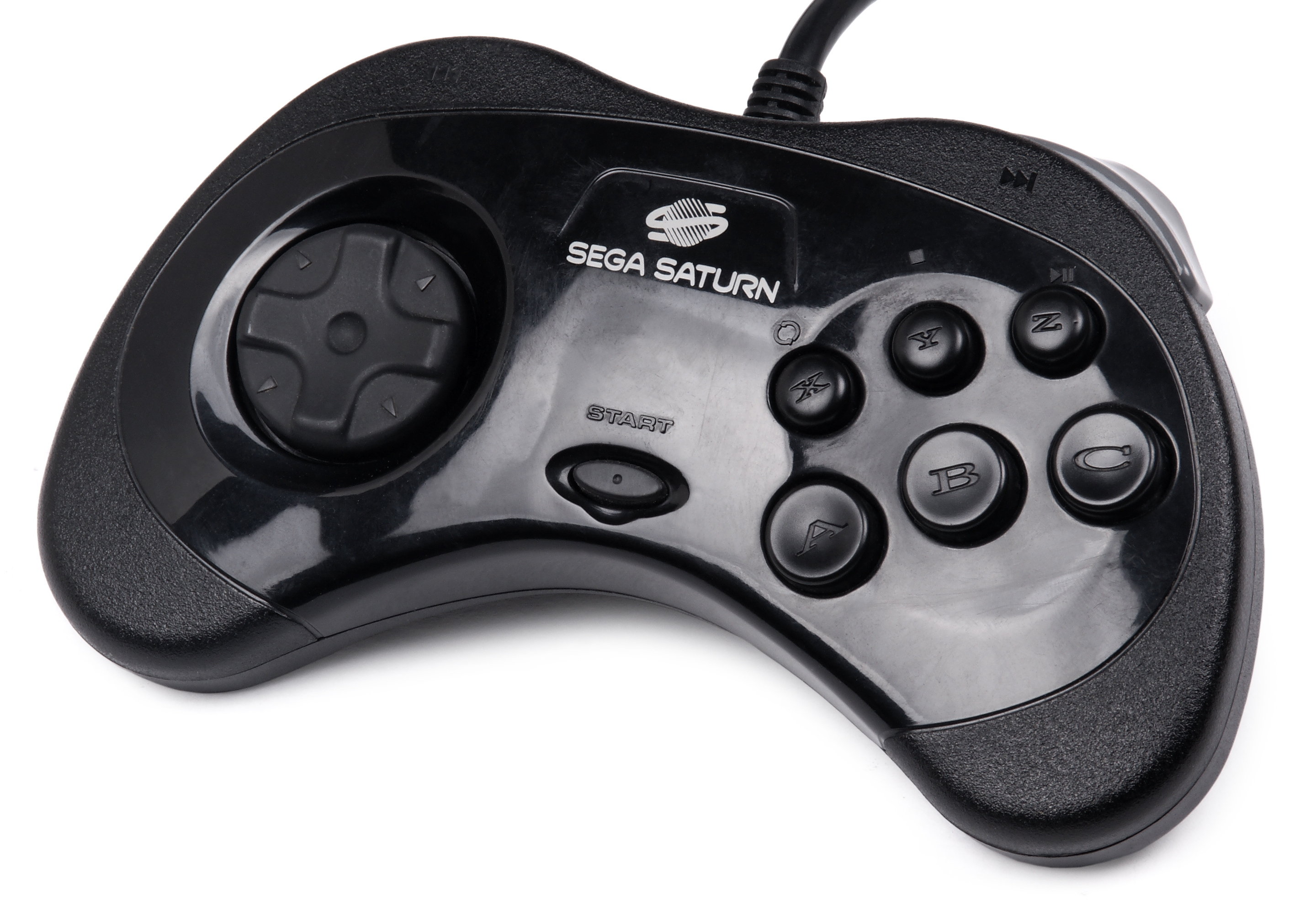
Gamepad do Sega Saturn
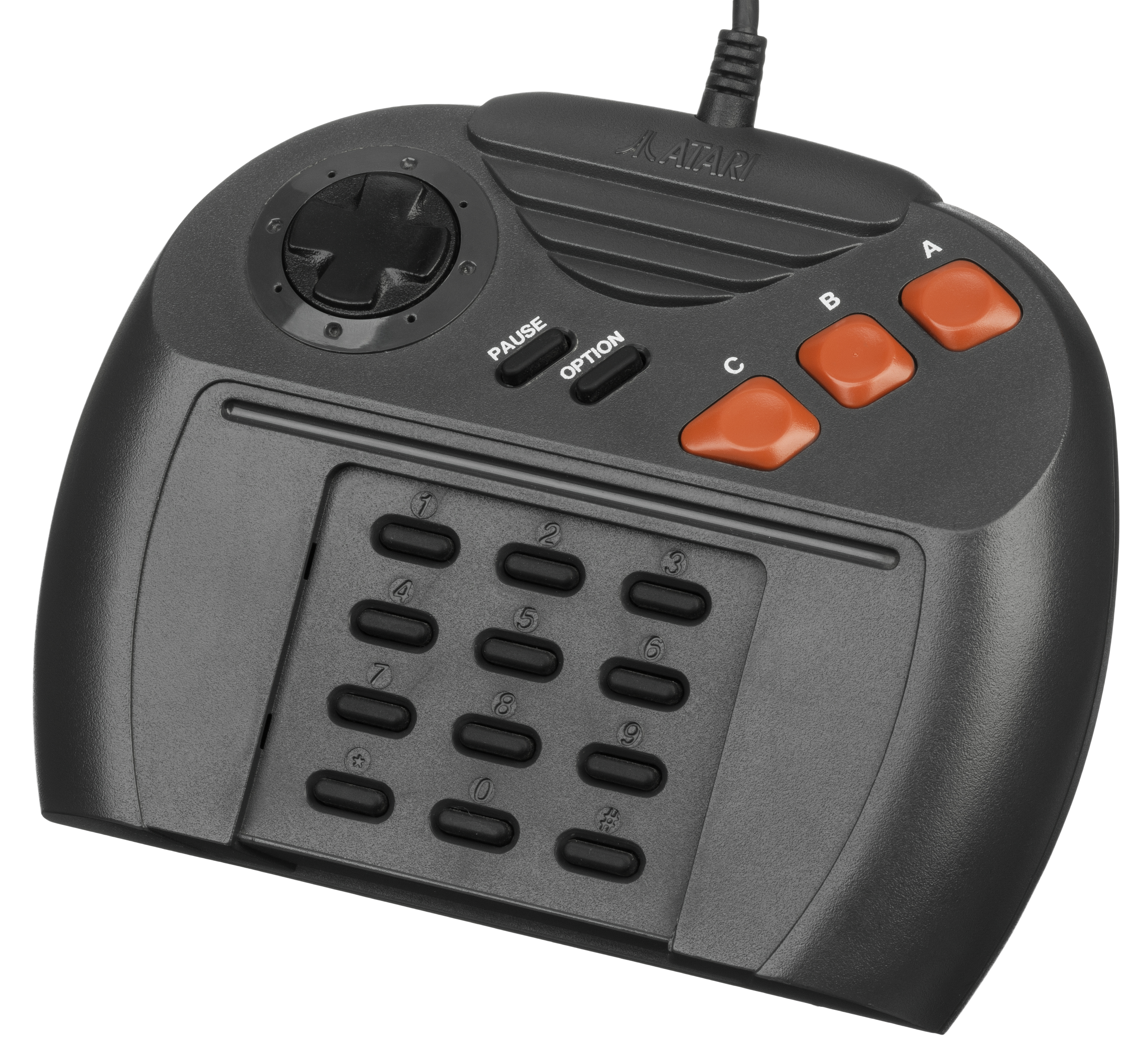
Gamepad do Atari Jaguar
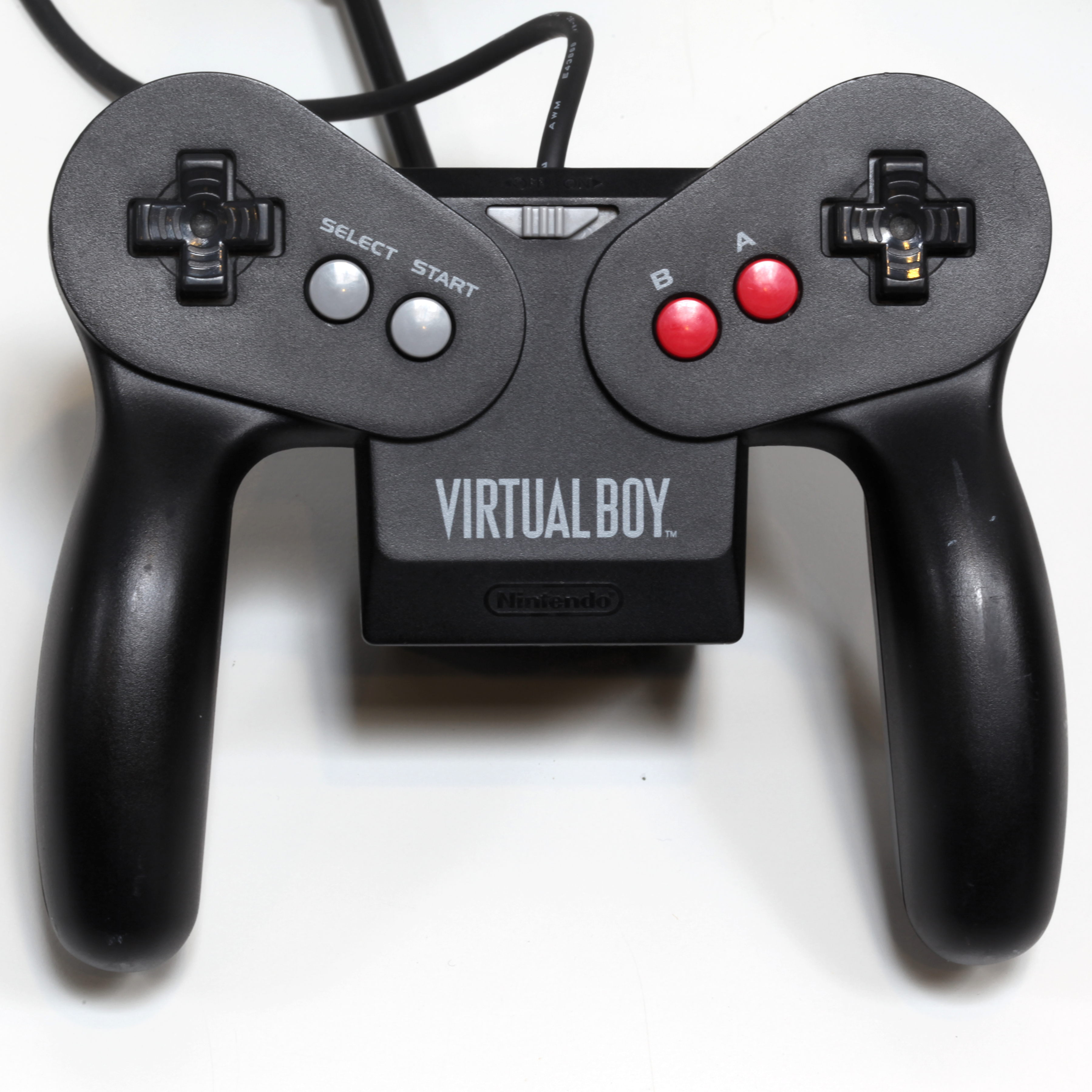
Gamepad do Virtual Boy
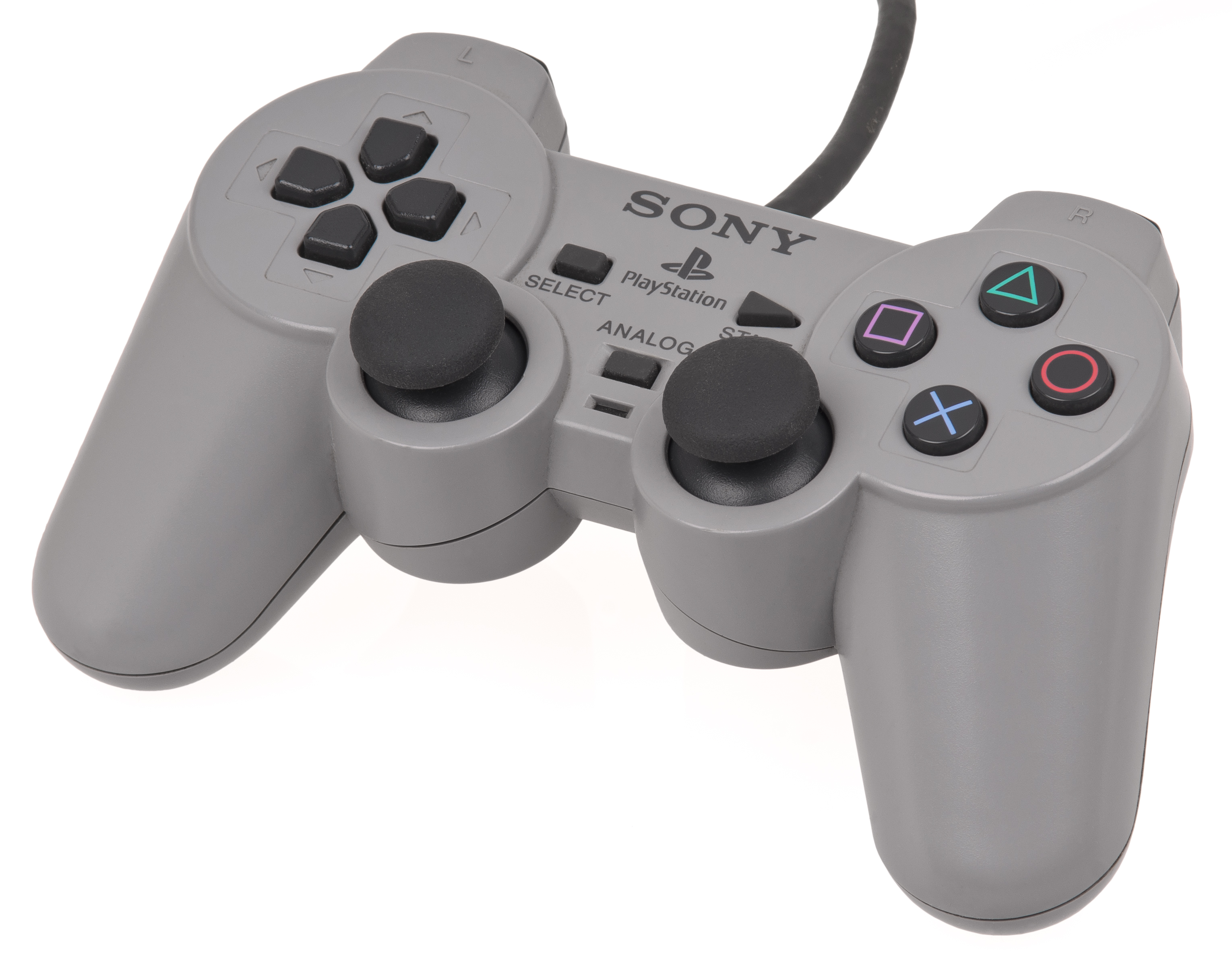
Gamepad do PlayStation
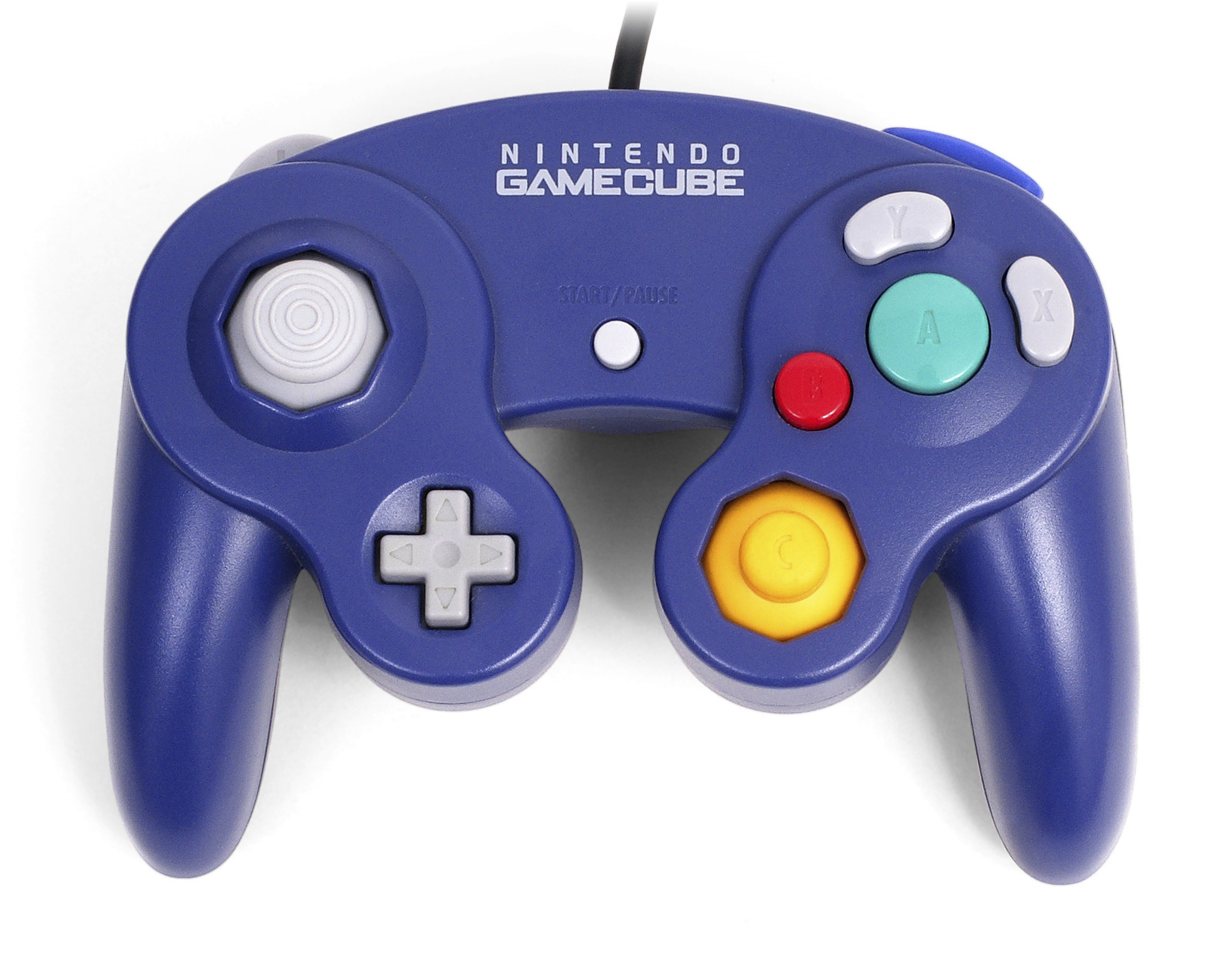
Gamepad do Game Cube
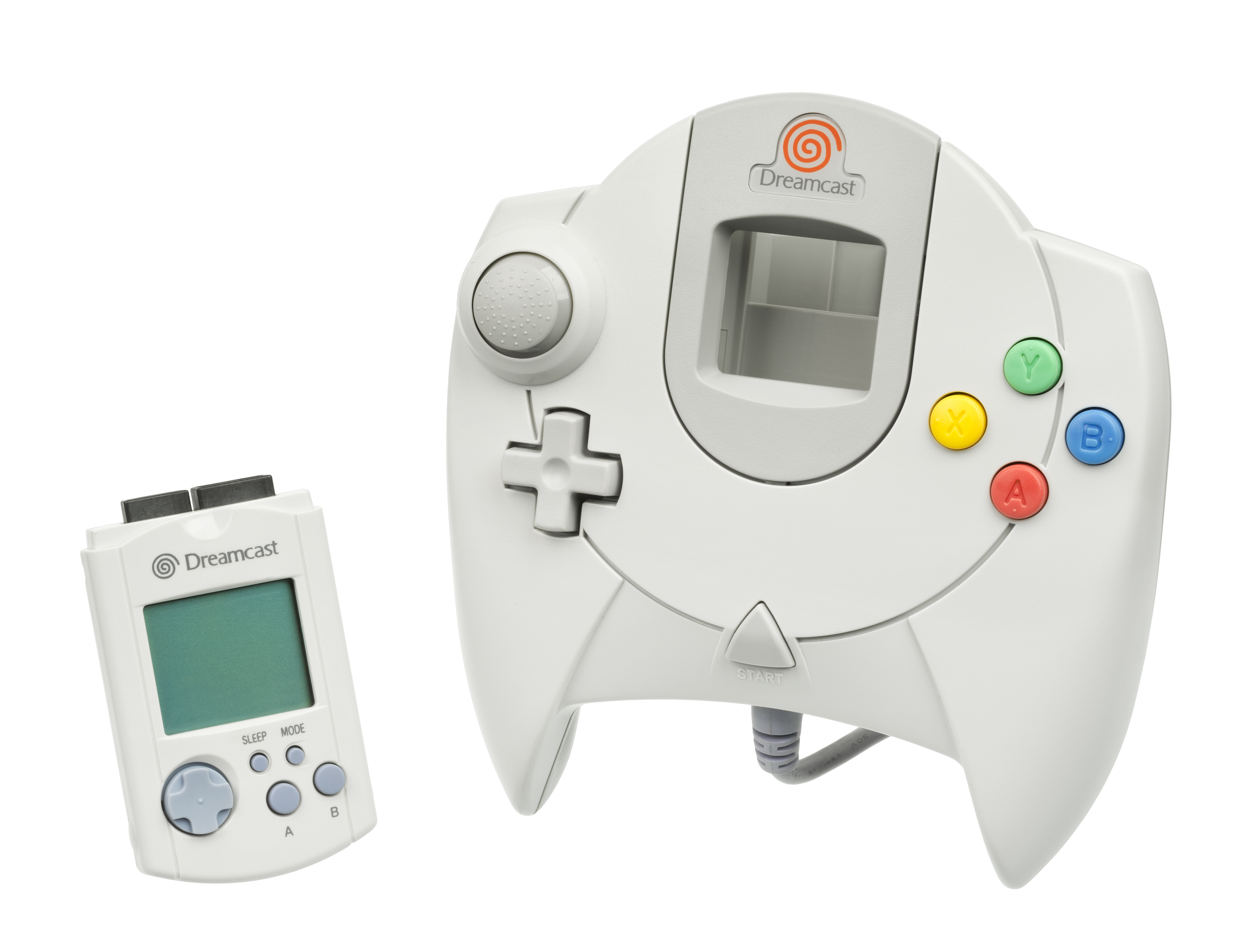
Gamepad do Dreamcast
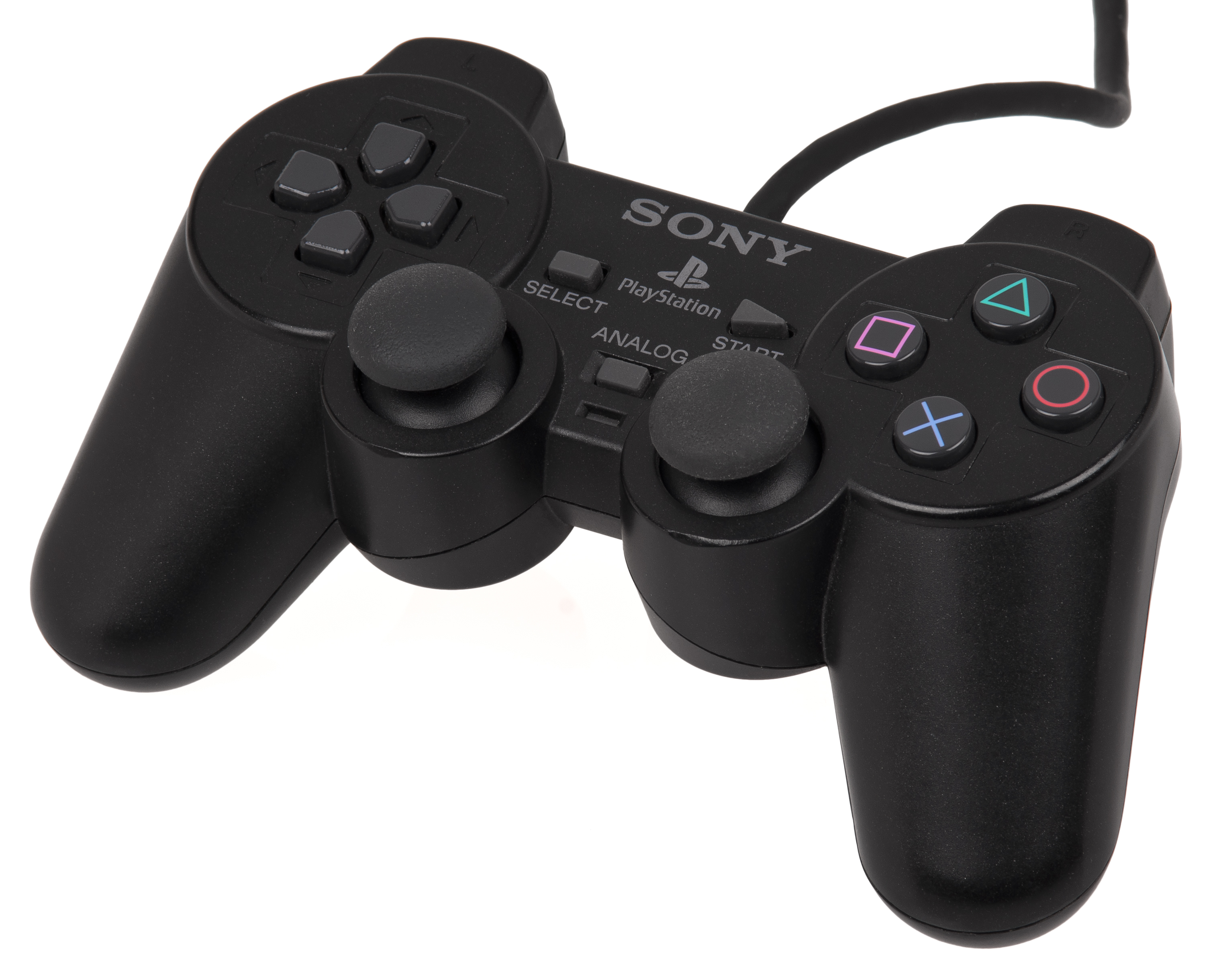
Gamepad do PlayStation 2
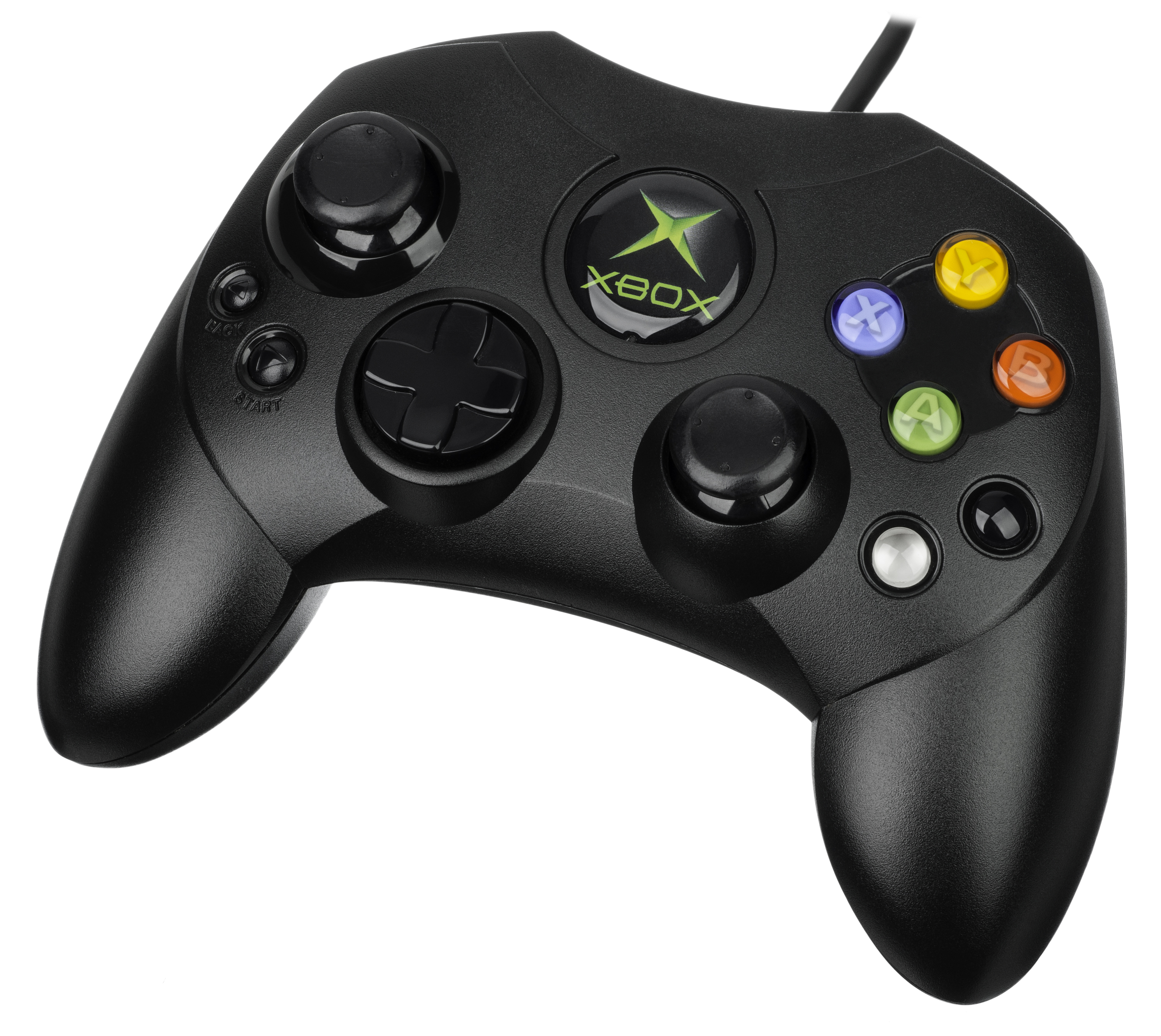
Gamepad do Xbox
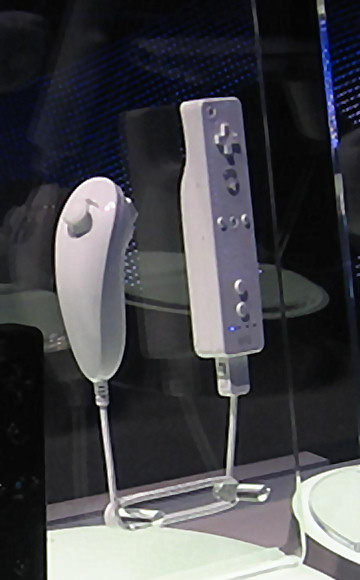
Gamepad do Wii
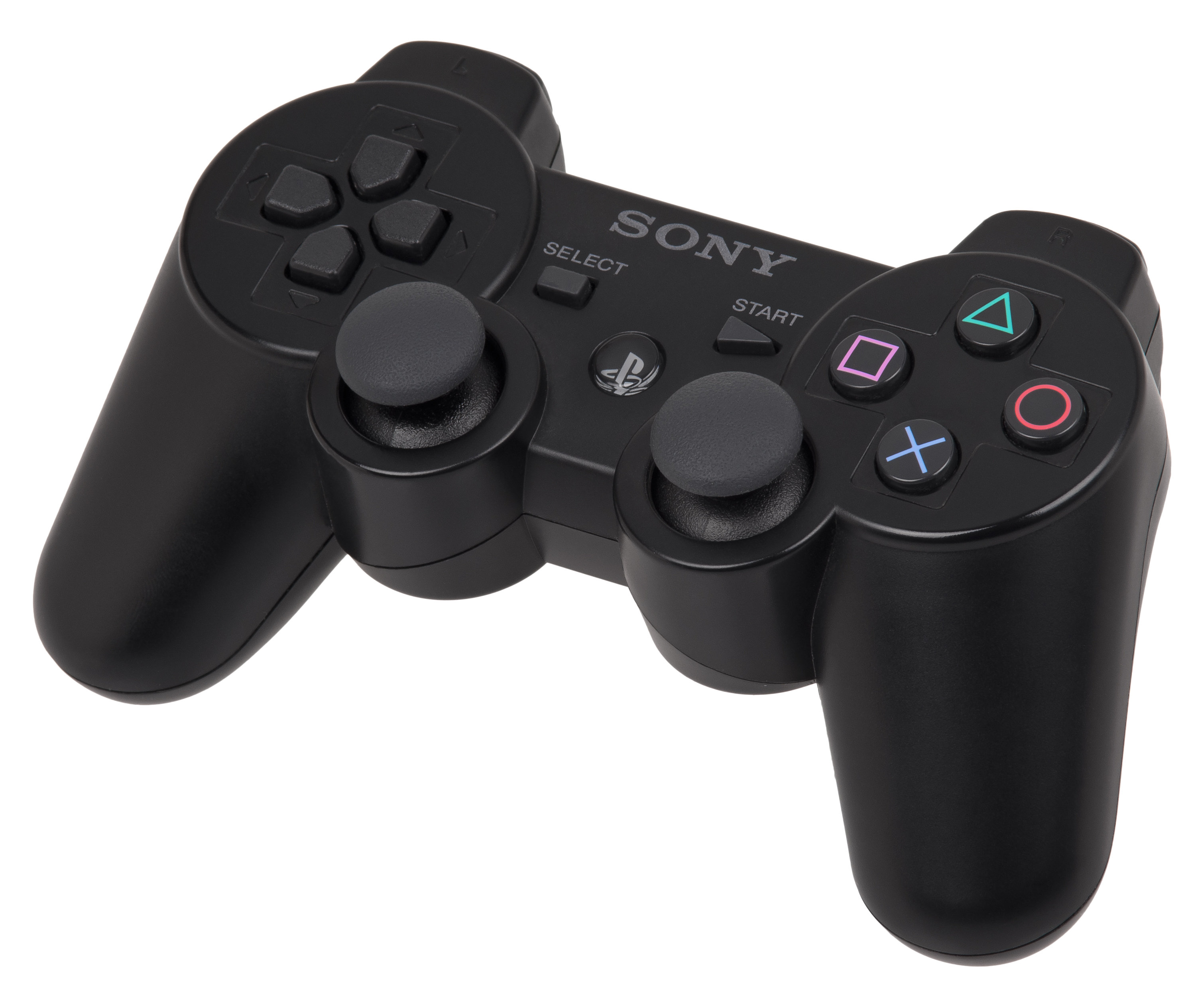
Gamepad do PlayStation 3
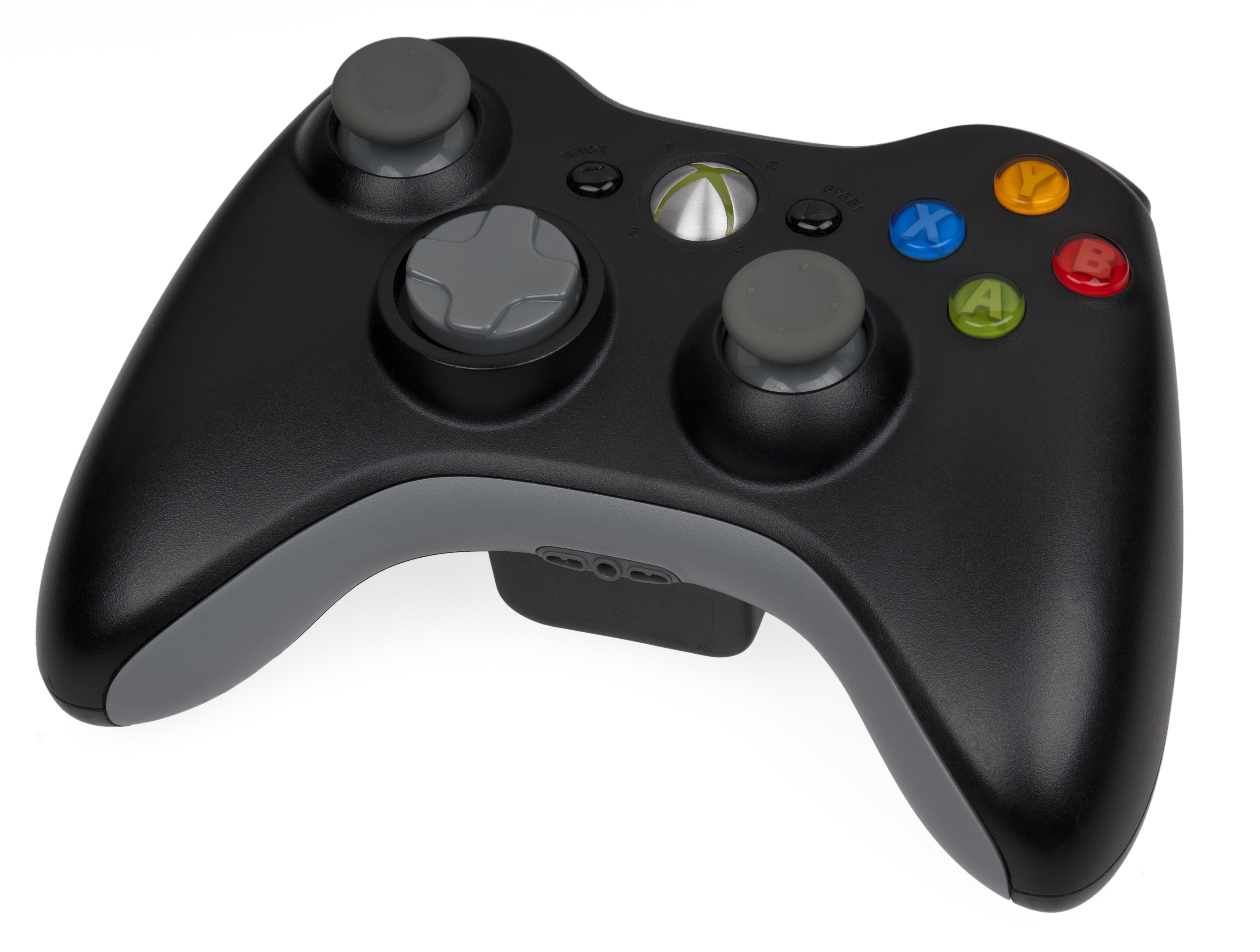
Gamepad do Xbox 360
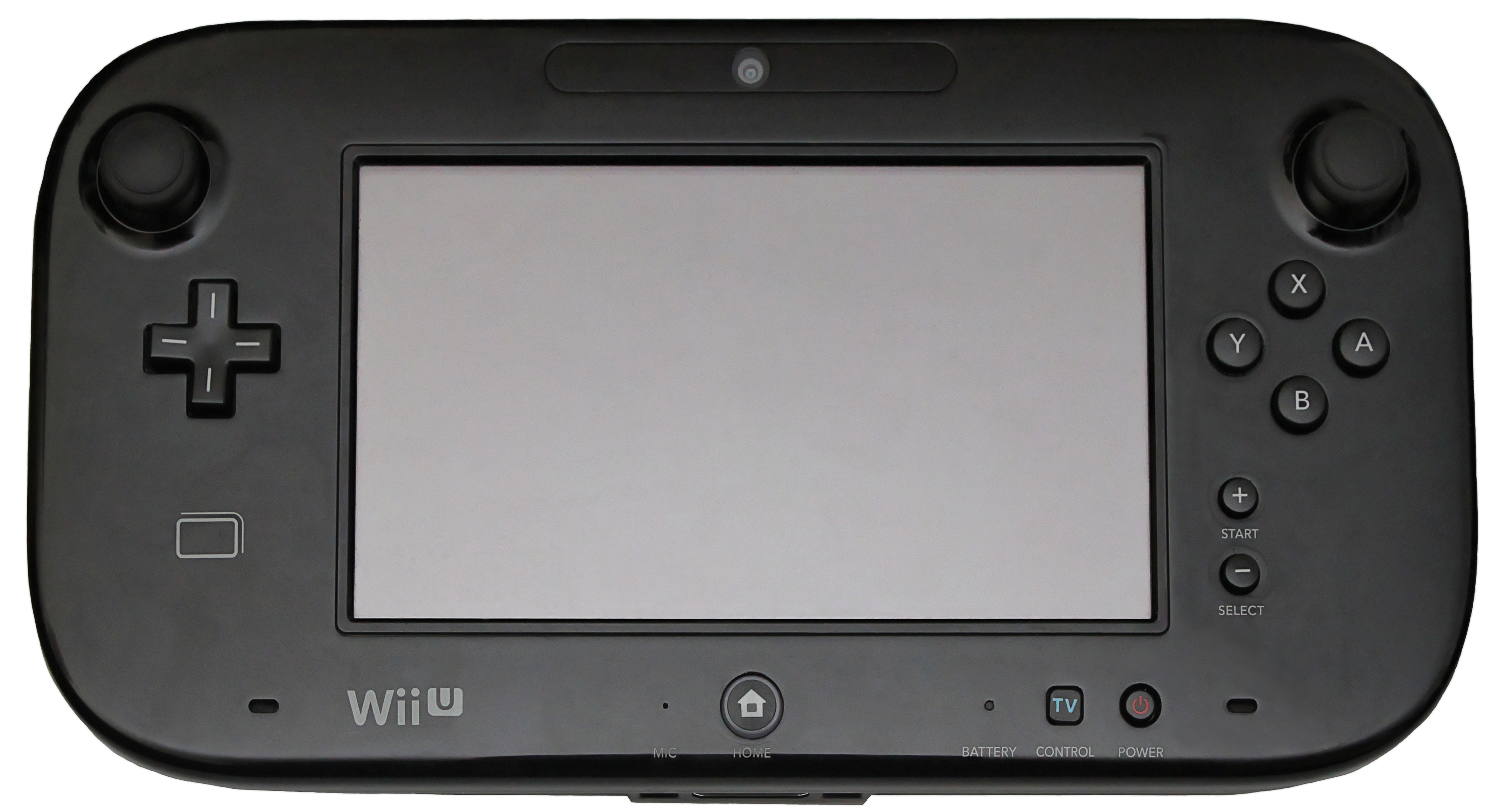
Gamepad do Wii U
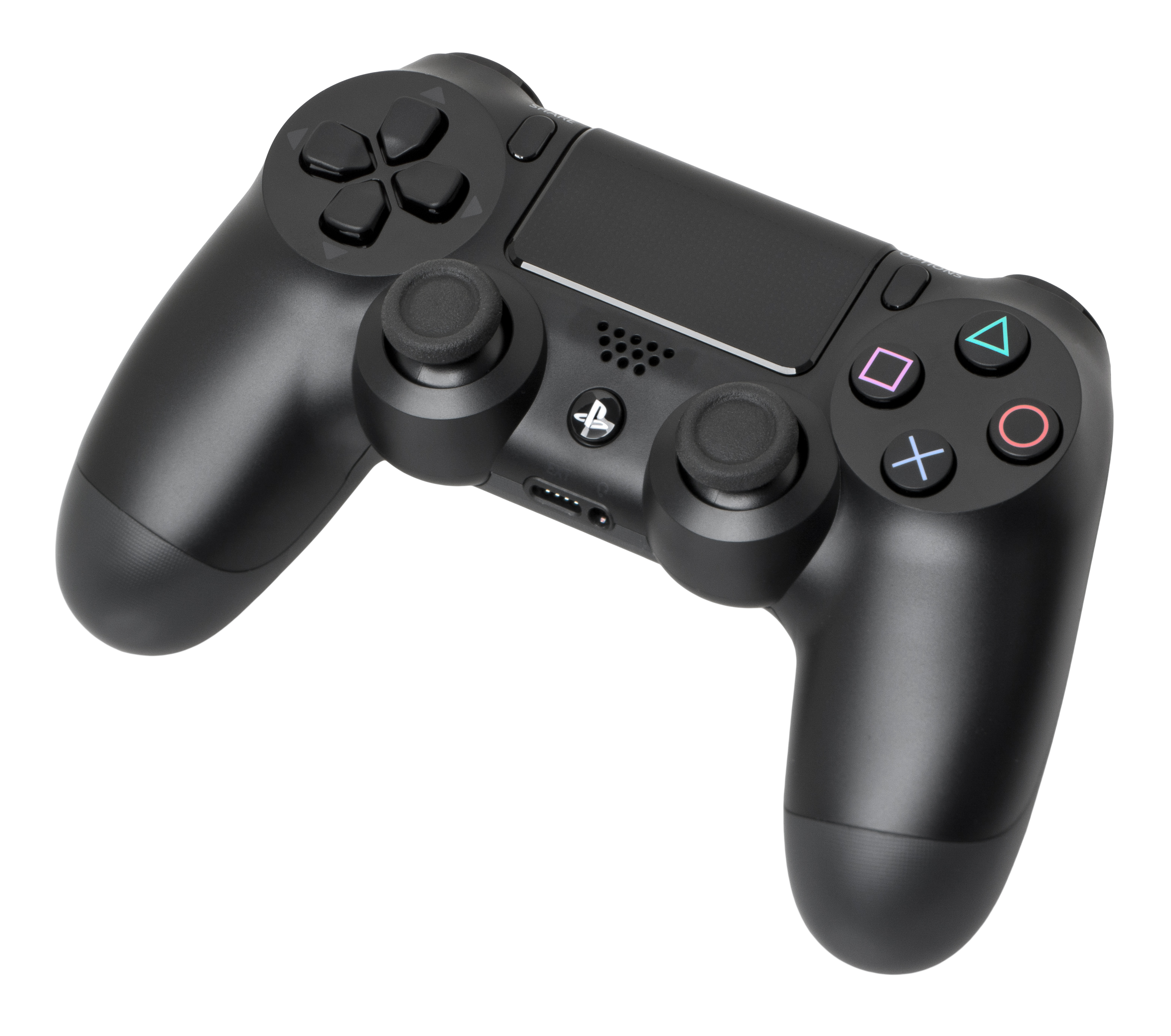
Gamepad do PlayStation 4
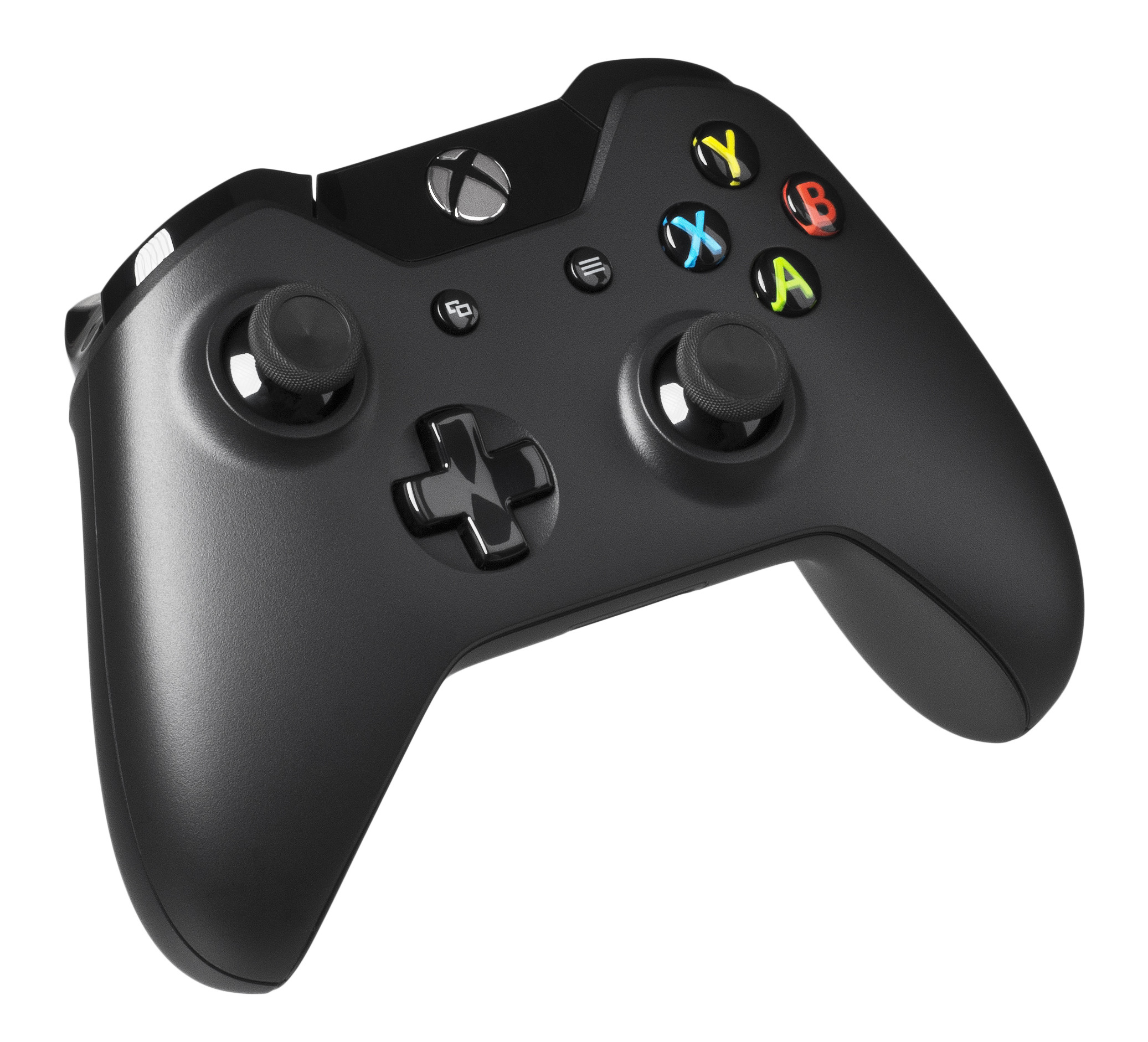
Gamepad do Xbox One
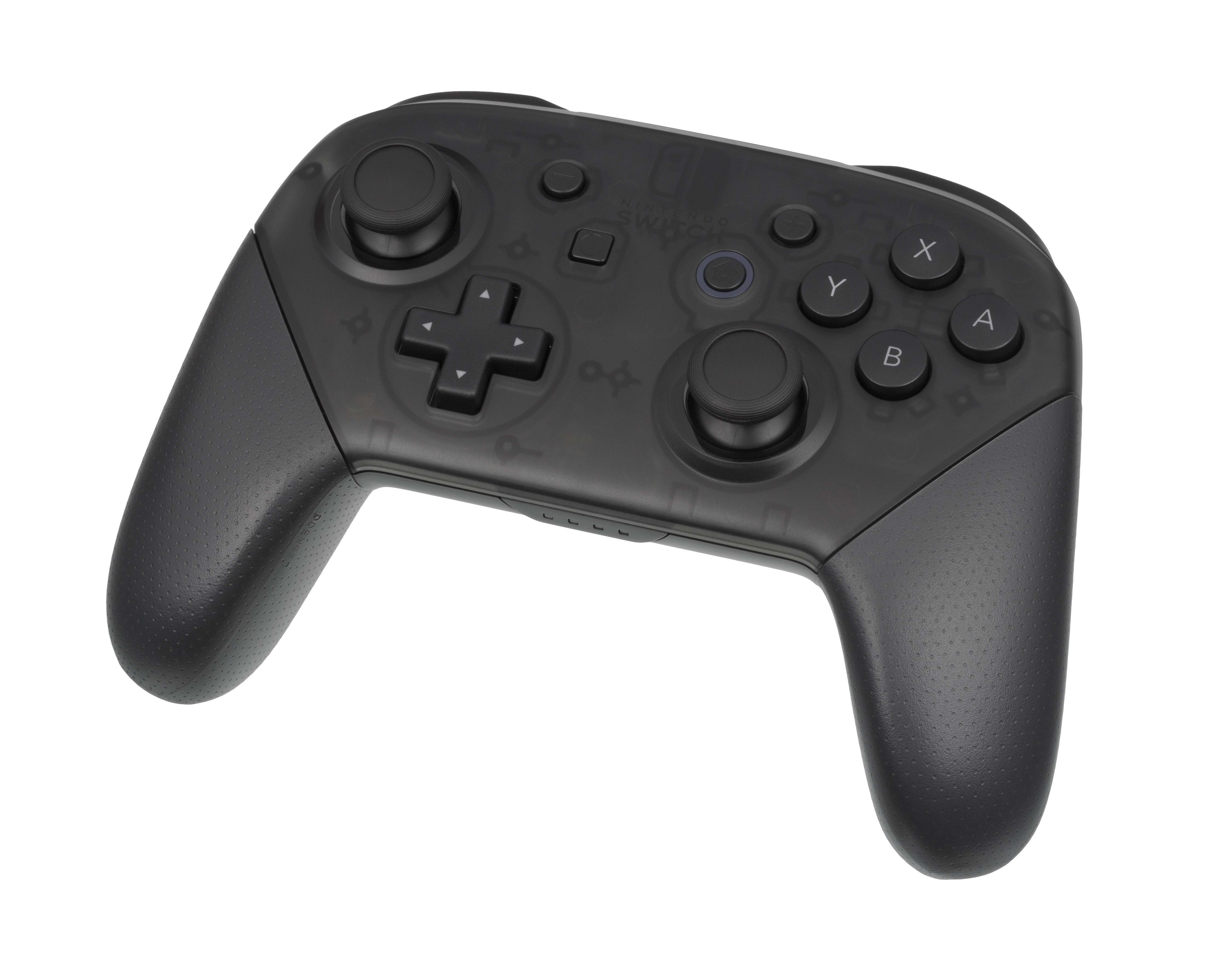
Gamepad do Nintendo Switch
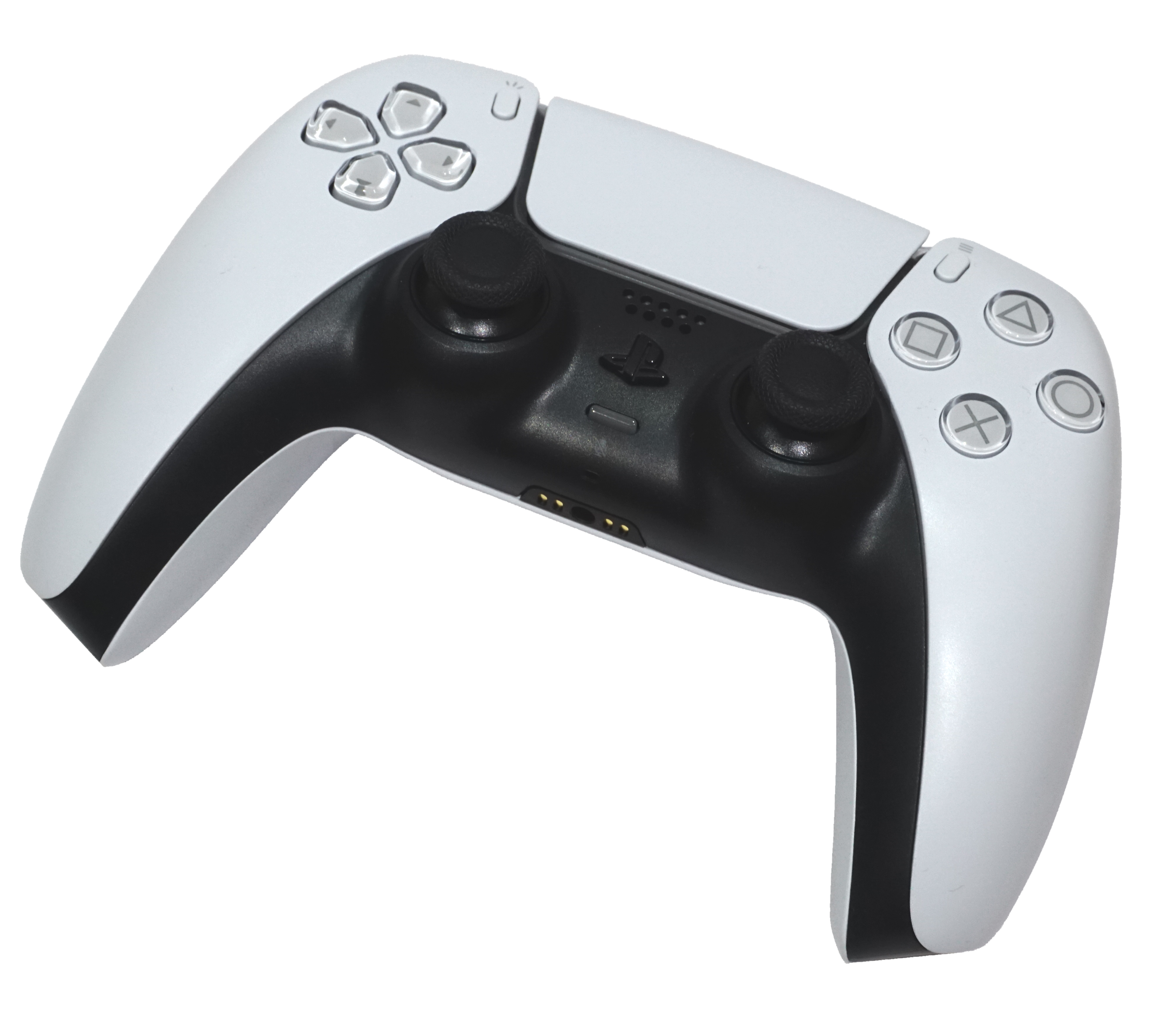
Gamepad do Playstation 5